# Dzioborożec palawański

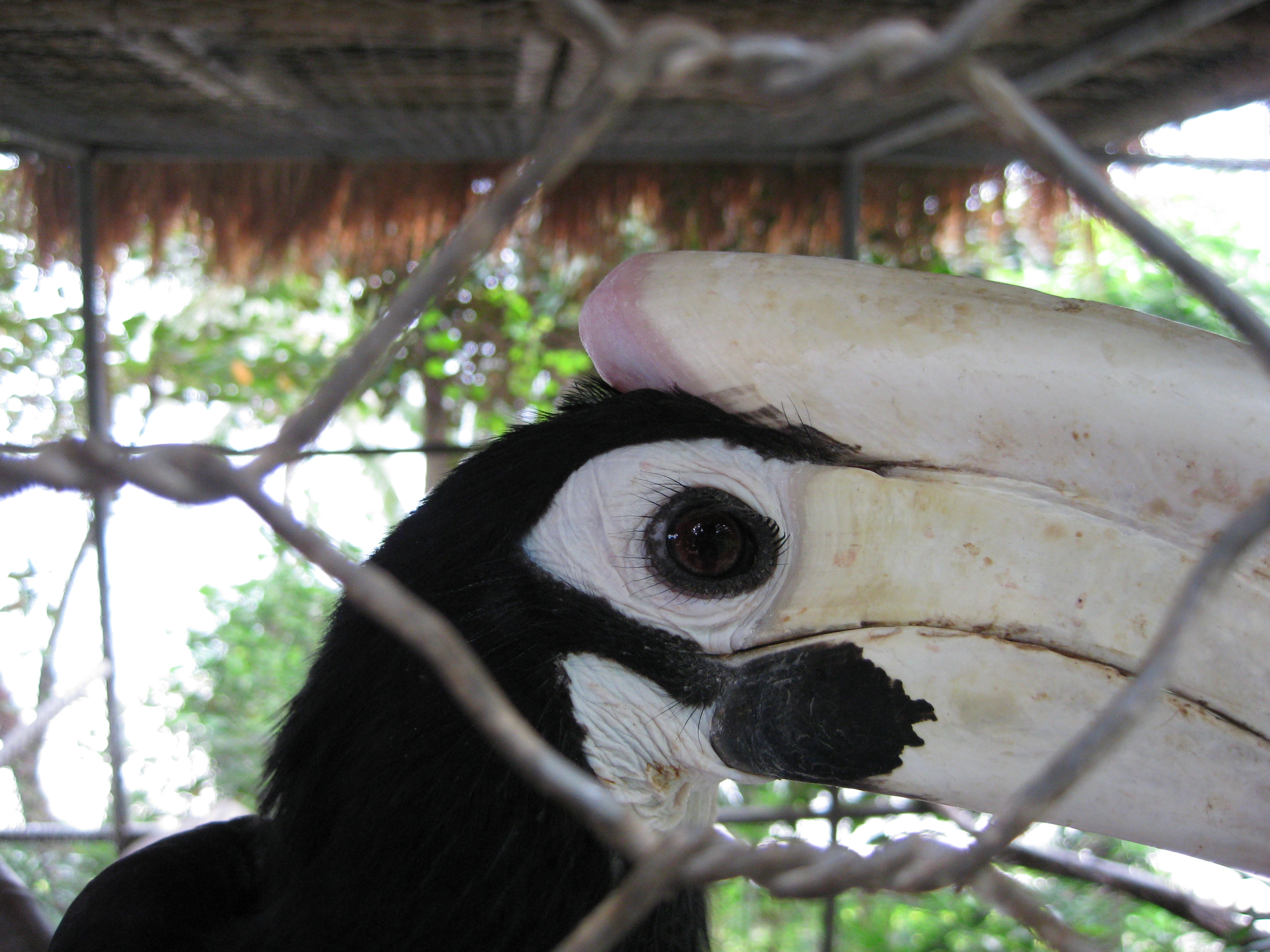
Dzioborożec palawański – głowa

Dzioborożec palawański (Anthracoceros marchei), lokalnie Talusi – gatunek dużego ptaka z rodziny dzioborożców (Bucerotidae). Endemit Filipin, narażony na wyginięcie. Gatunek słabo poznany.

## Systematyka
Po raz pierwszy zgodnie z zasadami nazewnictwa binominalnego gatunek ten opisał Émile Oustalet w 1885 roku. Autor nadał gatunkowi nazwę Anthracoceros marchei, która obowiązuje do tej pory. W tym samym roku gatunek opisał też Richard Bowdler Sharpe pod nazwą Anthracoceros lemprieri, ale jego opis ukazał się później i nazwa ta została uznana za młodszy synonim.
Jest to gatunek monotypowy.

## Zasięg występowania
Naturalnie występuje na filipińskiej wyspie Palawan i pięciu okolicznych wyspach: Balabac, Busuanga, Calauit, Culion i Coron, będąc jedynym gatunkiem dzioborożca zamieszkującym te wyspy.

## Morfologia
Średniej wielkości dzioborożec, z powodu małego ogona najmniejszy w rodzaju Anthracoceros. Fenotypowo zbliżony do dzioborożca białobrzuchego (Anthracoceros albirostris), zbliżony również do dzioborożca czarnego i dzioborożca białodziobego. Dorosły osobnik dorasta do ok. 55–70 cm i osiąga 700 g masy (580–920 g). Ubarwienie piór czarne z ciemnozielonym połyskiem w górnych partiach ciała, oprócz białego ogona i obwódki wokół oczu oraz białawego podgardla – ubarwienie jest mocno zbliżone u obu płci. Dudki lotek białawoszare. U obu płci dziób jasnożółty lub kremowy z charakterystyczną dla rodziny dzioborożców cylindryczną i bocznie spłaszczoną naroślą (czasem z wystającym rogiem na czubku) zbudowaną z gąbczastej tkanki o dużej zawartości keratyny. U podstawy żuchwy czarna plamka. Dymorfizm płciowy w zakresie tej narośli jest podobny jak u dzioborożca białobrzuchego. Skóra pod piórami jasnokredowoniebieska, u dorosłych osobników dodatkowo z czarną obwódką wokół oczu. Łapy i stopy czarnawe. Samce są większe od samic. Samce mają czerwonawobrązowe tęczówki, samice brązowe, a młode szare. 

## Biotop
Ptak leśny i nadrzewny, występujący w wiecznie zielonych lasach, ale spotykany też w lasach namorzynowych, terenach uprawnych i zaroślach. Spotykany na wszystkich piętrach lasu. Przyczynia się do roznoszenia nasion.

## Behawior
Osobniki dożywają ponad 9 lat. Dobierają się w pary, rzadziej w grupy. Pary gniazdują w dużych dziuplach w wyższych partiach drzew. Dzioborożce palawańskie były często obiektem polowań na Palawanie, z tego powodu są płochliwe, jednak na Culionie nie były one obiektem polowań, stąd były mało płochliwe.
W celu ochrony przed drapieżnikami (m.in. wężami i kunami), samica na okres wysiadywania jaja jest przez samca zamurowywana mieszanką błota, odchodów i nadtrawionych owoców w dziupli w pniu dużego drzewa lub zamurowuje się sama. Po 25–30 dniach wykluwają się 1–3 młode. Młode przebywa w takim gnieździe ok. trzech miesięcy, póki nie osiągnie rozmiarów dorosłego osobnika i pełnej samodzielności. W tym czasie samiec karmi samicę i młode przez szczelinę w ścianie. Gatunek niemigrujący (prawdopodobnie), jednak zajmowanie przez osobniki małego terytorium prawdopodobnie związane jest z fragmentacją naturalnych siedlisk.
Żywi się głównie owocami, a także owadami i jaszczurkami.

## Status zagrożenia i ochrona
Gatunek narażony na wyginięcie przez wycinkę lasów i ich defragmentację, kłusownictwo, nielegalny handel i wydobycie surowców. W drugiej dekadzie XXI w. jego populacja spadła co najmniej o 20%, do 2500–10000 osobników (2017 r.). Ze względu na wrażliwość na zmiany środowiska gatunek traktowany jako bioindykator.
Gatunek ten jest ujęty w II załączniku konwencji waszyngtońskiej (CITES).
W związku z dużym ryzykiem wymarcia gatunku, w 2012 r. rozpoczęto program jego hodowli zachowawczej w ogrodach zoologicznych (Wrocław, Pilzno i Ateny). W tym samym roku do wrocławskiego zoo przyjechała para dwuletnich ptaków: samica Sofia i samiec Avilon. W 2016 r. we wrocławskim zoo udało się doprowadzić do wyklucia pierwszego na świecie pisklęcia w niewoli, w 2018 r. wyhodowano trzy pisklaki, a rok później jedno pisklę. Wrocławski ogród zoologiczny jest jedynym, w którym rozmnożono te ptaki. 90% światowej populacji żyjącej w zoo znajduje się we Wrocławiu.

## Obecność w kulturze
W wierzeniach plemienia Tau-batu wiązany z gorączką lub śmiercią. W przypadku osiedlenia się ptaków tego gatunku w gospodarstwie, jego mieszkańcy wyprowadzali się i zakładali nowe domostwo w dużej odległości.